# Fonzworth Bentley

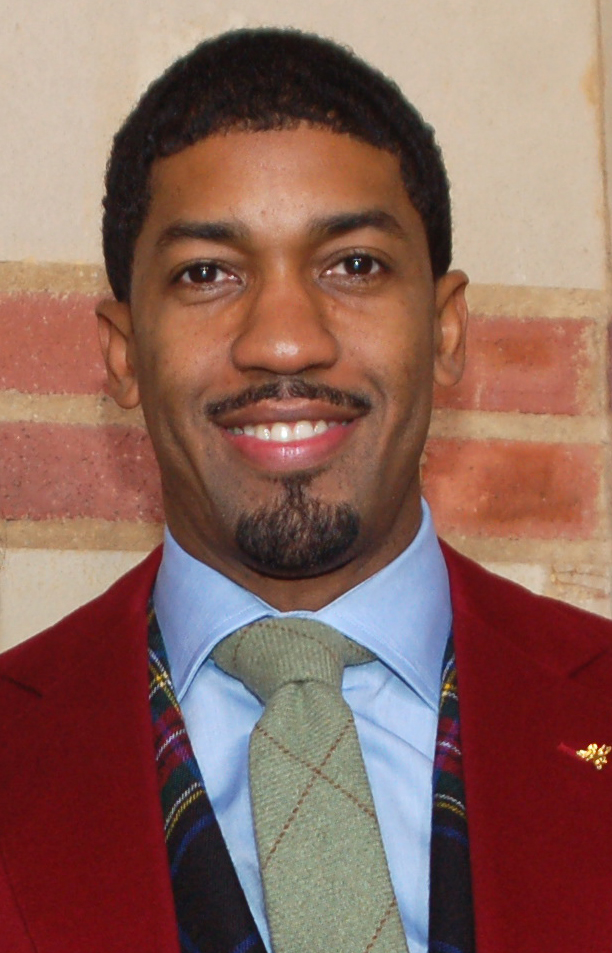
Fonzworth Bentley (2010)

Fonzworth Bentley (* 12. Februar 1974 in Atlanta, Georgia; bürgerlich: Derek Watkins) ist ein US-amerikanischer Hip-Hop-Künstler und Modedesigner. Bekannt geworden ist Watkins als persönlicher Assistent von Sean Combs. 2008 erlangte er mehr internationale Bekanntheit als Moderator der MTV-Sendung From G's to Gents.

## Musikalische Karriere
Bentley hatte Gastauftritte in diversen Musikvideos, unter anderen in Yeah von Usher, D.I.D.D.Y. von Sean Combs und The Way You Move von OutKast. 2006 wurde er von Kanye Wests Plattenfirma G.O.O.D Music unter Vertrag genommen. Im gleichen Jahr sollte ursprünglich auch ein erstes Studio-Album C.O.L.O.U.R.S. erscheinen. Die Veröffentlichung wurde allerdings auf einen unbestimmten Zeitpunkt verschoben. 2008 spielte Watkins die Violine im von will.i.am produzierten Lied Yes We Can zu der Rede von Barack Obama ein.

## Filmografie (Auswahl)
- 2003: Honey als Barber
- 2004: Fat Albert als Salesman